# Christa Markwalder

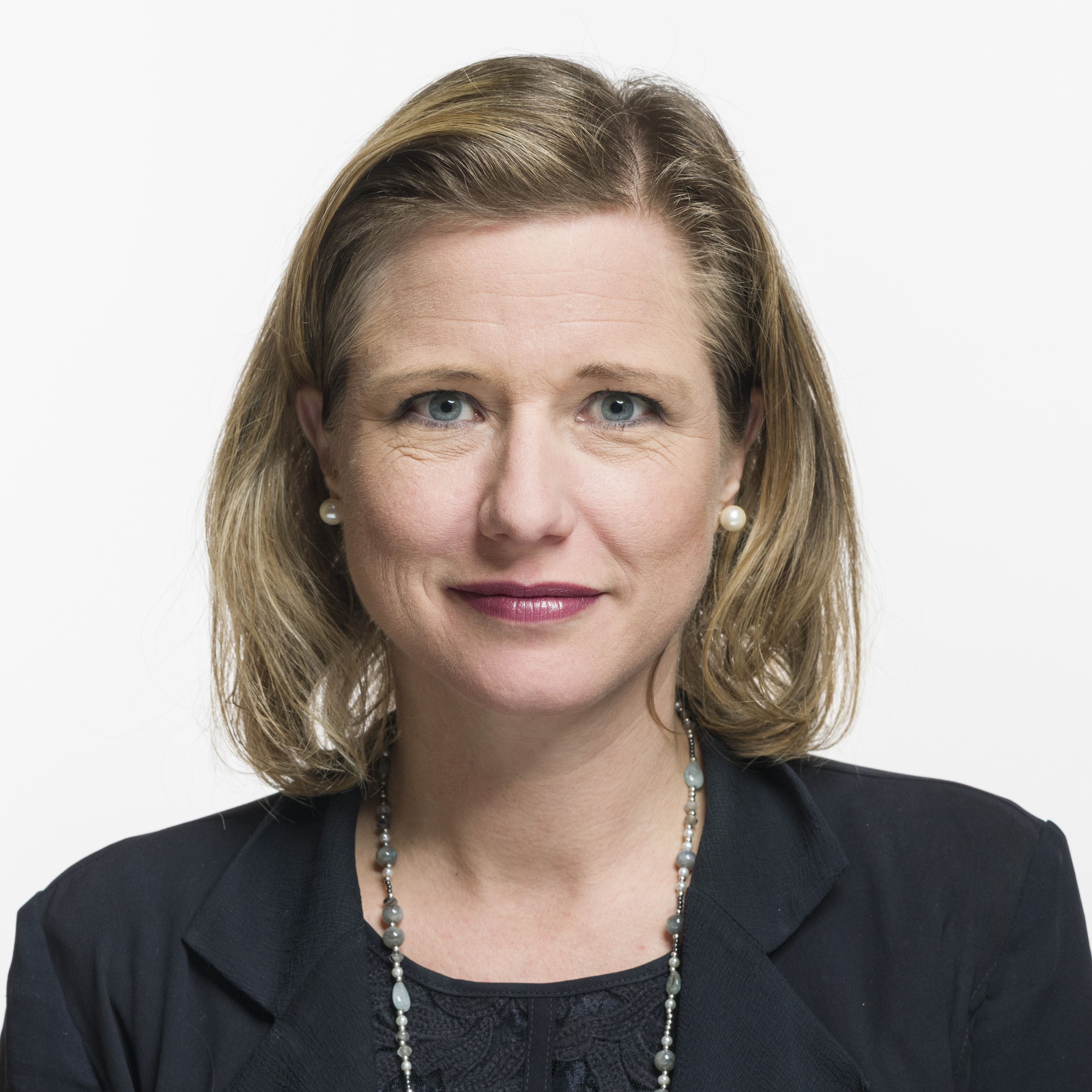
Christa Markwalder (2019)

Christa Markwalder (* 27. Juli 1975 in Burgdorf; heimatberechtigt in Würenlos und Zürich) ist eine Schweizer Politikerin (FDP). Sie war von 2003 bis 2023 Nationalrätin, im Amtsjahr 2015/2016 Nationalratspräsidentin.

## Politik
Markwalder war Vorstandsmitglied der FDP Schweiz. Sie gilt als Exponentin des gesellschafts- oder linksliberalen Flügels der FDP, etwa in der Verkehrspolitik oder als Befürworterin einer gemässigten Liberalisierung des Cannabiskonsums; sie selbst sieht sich als «klassische Liberale». Die WOZ schrieb 2011, Markwalder habe sich als jüngere Person noch für eine Halbierung des Strassenverkehrs eingesetzt und sei im Geschäftsbericht von Greenpeace als Gegnerin der Atomkraft abgebildet gewesen. Seither sei Markwalder – zu ihrem eigenen Erstaunen – auf der Smartvote-Darstellung nach Rechts gerutscht.
Im Rahmen ihrer Tätigkeit als Parlamentarierin war sie Präsidentin der Kommission für Rechtsfragen und Mitglied der Aussenpolitischen Kommission, der Legislaturplanungskommissionen 2019–2023 und in der Mitwirkung des Parlamentes im Bereich von Soft Law. Zudem war sie Mitglied in der Begnadigungskommission, in der Kommission für Wissenschaft, Bildung und Kultur und der Redaktionskommission.
Sie war Präsidentin des parlamentarischen Vereins Schweiz-USA, Präsidentin der Skigruppe der Bundesversammlung, Co-Präsidentin der Parlamentarischen Gruppe Erneuerbare Energien und Co-Präsidentin der Parlamentarischen Gruppe Schweiz-Ukraine.

### Politischer Werdegang und frühere Tätigkeiten
Markwalder trat den Jungfreisinnigen bei und sass von 1999 bis 2002 im Burgdorfer Stadtrat (Stadtparlament). Sie wurde 2002 in den Grossen Rat des Kantons Bern gewählt. Sie gab das Mandat 2003 nach ihrer Wahl in den Nationalrat ab, wodurch ihr Vater Hans-Rudolf Markwalder (1943–2020) für sie in den Grossrat nachrückte. Von 2006 bis 2014 war sie Präsidentin der Neuen Europäischen Bewegung Schweiz (nebs).
Nach der Wahl Simonetta Sommarugas in den Bundesrat kandidierte Markwalder im Februar 2011 für den freigewordenen Berner Ständeratssitz. Als Drittplatzierte des ersten Wahlgangs gab sie ihren Verzicht bekannt.
Markwalder wurde 2013 zur zweiten Vizepräsidentin des Nationalrats, 2014 zur ersten Vizepräsidentin und am 30. November 2015 zur Präsidentin des Nationalrats gewählt.
Im September 2022 gab sie bekannt, dass sie bei den Parlamentswahlen 2023 nicht mehr antreten wird.

## Ausbildung und Beruf
Markwalder studierte Rechtswissenschaft und Allgemeine Ökologie an der Universität Bern und schloss mit dem Lizentiat und dem Zertifikat für Allgemeine Ökologie ab. Daraufhin war sie als Assistentin am Institut für Europa- und Wirtschaftsvölkerrecht der Universität Bern tätig. Seit Januar 2008 arbeitet sie als Juristin bei der Zurich Insurance Group. 2020 wurde sie zur Präsidentin der Swiss Retail Federation gewählt. Ebenfalls präsidiert sie die Schweizerische Gesellschaft für Aussenpolitik (SGA).

## Persönliches
Markwalder war ab 2003 mit dem Chirurgen Walter Bär verheiratet, 2009 trennte sich das Paar. Seit Februar 2022 ist sie mit dem ehemaligen Avenir-Suisse-Direktor, dem heutigen Präsidenten der Vereinigung Schweizer Automobil-Importeure (auto-schweiz) Peter Grünenfelder verheiratet, mit ihm hat sie einen Sohn.
Markwalder war Teilnehmerin an der Bilderberg-Konferenz 2016 in Dresden.
Kasachstan-Affäre
Im Juni 2013 stellte Markwalder eine Anfrage an den Bundesrat über die Beziehungen der Schweiz zu Kasachstan. Laut einem Bericht der Neuen Zürcher Zeitung war die Interpellation von der PR-Firma Burson-Marsteller verfasst und inhaltlich in Kasachstan stark überarbeitet worden. Markwalder bestritt, von einer Mitarbeit Kasachstans bei der Textformulierung gewusst zu haben. Sie hatte zur Vorbereitung der Interpellation nichtöffentliche Kommissionsunterlagen an die PR-Firma weitergegeben. Da diese keine Geheimnisse enthielten, wurde ein Antrag auf Aufhebung der Immunität von den zuständigen national- und ständerätlichen Kommissionen abgewiesen.